# میچ آلن
میچ آلن (انگلیسی: Mitch Allan؛ زادهٔ ۲۱ مهٔ nil
بالتیمور، مریلند، usa) یک موسیقی‌دان اهل ایالات متحده آمریکا است.